# Ángel Carvajal de Córdoba
 (décembre 2022).
Si vous disposez d'ouvrages ou d'articles de référence ou si vous connaissez des sites web de qualité traitant du thème abordé ici, merci de compléter l'article en donnant les références utiles à sa vérifiabilité et en les liant à la section « Notes et références ».
Ángel José Luis Carvajal y Fernández de Córdoba (1841 - 1898), marquis de Sardoal et duc d'Abrantes, est un homme politique espagnol, maire de Madrid et ministre des Travaux publics. 

## Biographie
Né le 23 décembre 1841 à Grenade, il est docteur en droit de l'Université complutense de Madrid. Membre du Parti Démocrate-Radical fondé par Manuel Ruiz Zorrilla, il est à plusieurs reprises élu député entre 1867 et 1898 successivement pour les circonscriptions de Cáceres, Grenade, Murcie, Madrid et Ségovie.
En 1866, il épouse Petra de Alcántara Gutiérrez de la Concha, fille unique du puissant Manuel Guitiérrez de la Concha. Le 1er février 1872, il devient maire de Madrid, mais dès septembre, il est remplacé par Carlos María Ponte. A nouveau maire du 4 janvier au 30 décembre 1874, il est ensuite ministre des Travaux Publics sous le présidence de José de Posada Herrera (du 13 octobre 1883 au 18 janvier 1884). Pour finir, il est nommé président de Conseil Provincial de Madrid (es) le 18 décembre 1885, poste qu'il occupe jusqu'au 21 janvier 1889. Il meurt le 5 mai 1898 à Madrid.

## Sources
- (es) Cet article est partiellement ou en totalité issu de l’article de Wikipédia en espagnol intitulé « Ángel Carvajal y Fernández de Córdoba » (voir la liste des auteurs).